# Come the Fire, Come the Evening
Come the Fire, Come the Evening (en español: Venga el fuego, venga la noche) es el primer álbum en vivo de la banda británica de rock alternativo The Amazons. Fue publicado el 29 de junio de 2018 a través del sello discográfico Fiction Records y distribuido por Universal Music Group, esto en formato EP. El nombre del material en vivo proviene de una letra presente en «Holy Roller» de su álbum debut.
Una edición limitada de 500 copias en formato vinilo, publicado por Blood Records, fueron firmadas de manera personal por todos los miembros de la banda. 

## Contexto
Con la publicación de su primer álbum de estudio, la banda se embarcó en una gira promocional por el Reino Unido, participando en distintas presentaciones y festivales, antes de empezar sus grabaciones para un futuro material. La gira planeada en febrero consistió de una extensión de conciertos nacionales. Uno de los shows fue grabado en el local The Hegaxon, en su natal Reading, con bandas como Yonaka y Valeres como teloneros.
En esa presentación, incluyeron distintos medley y una versión de «20th Century Boy», originalmente de T. Rex. Por otra parte, la otra sesión fue realizada en The Forum, Londres, con la publicación del material siendo confirmado por la banda en junio del mismo año.

## Lista de canciones
| N.º   | Título                                                      | Duración |  |
| 1.    | «Little Something / 20th Century Boy» (Live at The Hexagon) | 7:44     |  |
| 2.    | «In My Mind» (con Yonaka) (Live at The Hexagon)             | 5:45     |  |
| 3.    | «Black Magic / Millions (The Party)» (Live at The Hexagon)  | 11:39    |  |
| 4.    | «Junk Food Forever» (Live at The Forum)                     | 5:34     |  |
| 30:42 |                                                             |          |  |

## Personal
| The Amazons - Matthew Ian Thomson – Voz principal, guitarra. - Christopher John Alderton – Coros, guitarra eléctrica. - Elliot James Briggs – Bajo eléctrico, coros. - Josef «Joe» Emmett – Batería, coros, percusión. | Arte y apoyo - Theresa Jarvis – Voz invitada (2). - Charlie Holmes – Mezcla. - Matt Goff – Trabajo de arte, fotografías. - Alex Katter y Jack Wise – Management (Gravity Mgmt). |